# La tristezza del re
La tristezza del re è un dipinto a olio su tela (292x386 cm) realizzato nel 1952 dal pittore francese Henri Matisse.
Conservata nel Centre Pompidou di Parigi, è la più ampia opera pittorica di Matisse, una specie di testamento.
Il dipinto è pieno di simboli e metafore. Il re afflitto ha una chitarra in mano, simbolo della musica che caratterizza sempre le opere dell'artista.